# Sofrimento de animais selvagens

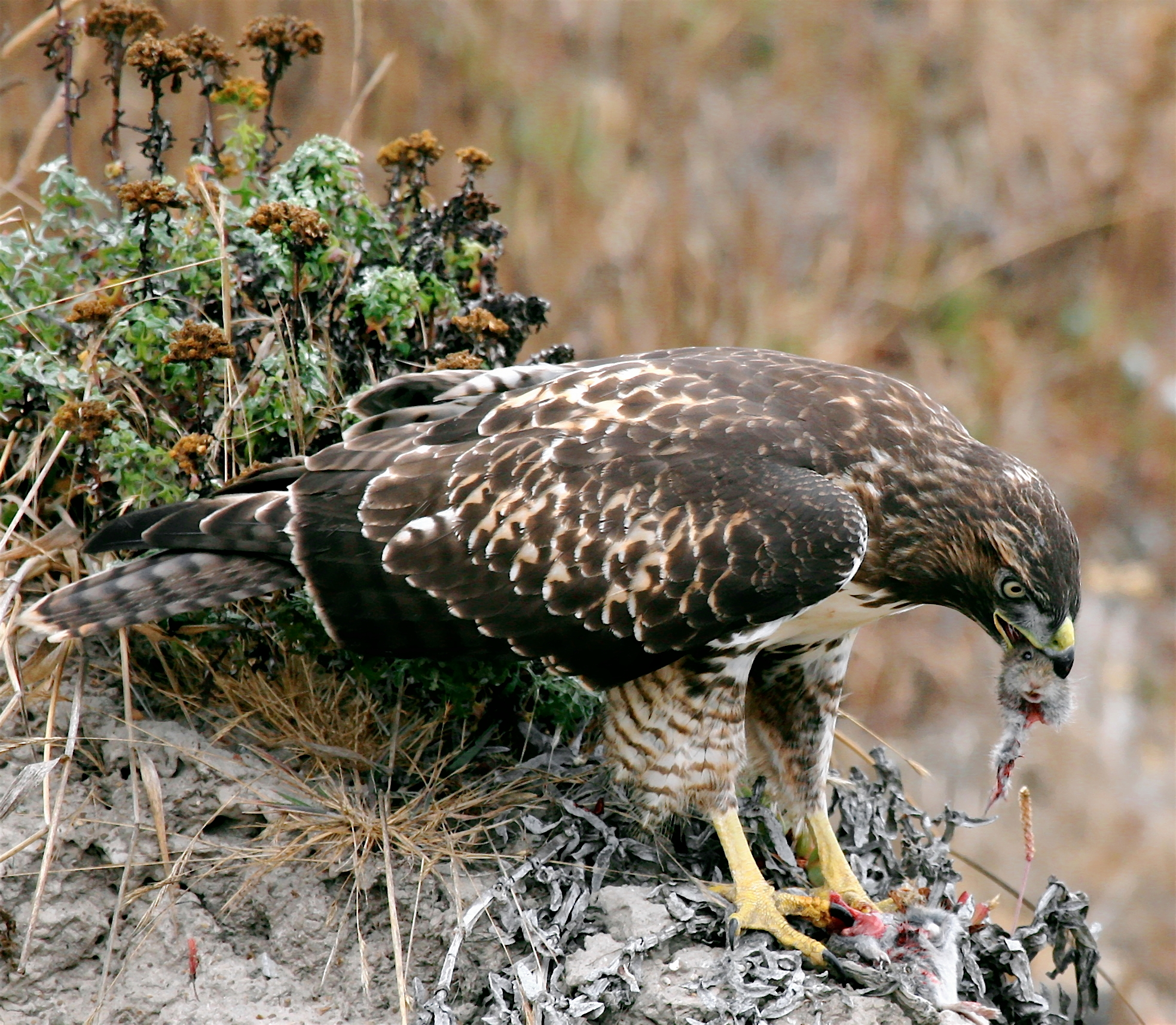
Um Búteo-de-cauda-vermelha juvenil comendo uma ratazana de Califórnia

O sofrimento de animais selvagens é o sofrimento experimentado por animais não-humanos na natureza através de causas como doenças, ferimentos, fome, desastres naturais e mortes causadas por outros animais. O sofrimento dos animais selvagens foi historicamente discutido no contexto da filosofia da religião como um exemplo do problema do mal. Mais recentemente, vários acadêmicos consideraram o escopo suspeito do problema de um ponto de vista secular como uma questão moral geral, que os humanos poderiam tomar medidas para prevenir.
Há um desacordo considerável em torno deste último ponto, pois muitos acreditam que a intervenção humana na natureza seria antiética, inviável ou ambos, e outras posições argumentam que devemos investigar para intervir da melhor maneira para ajudar os animais.

## Extensão do sofrimento na natureza
Doença

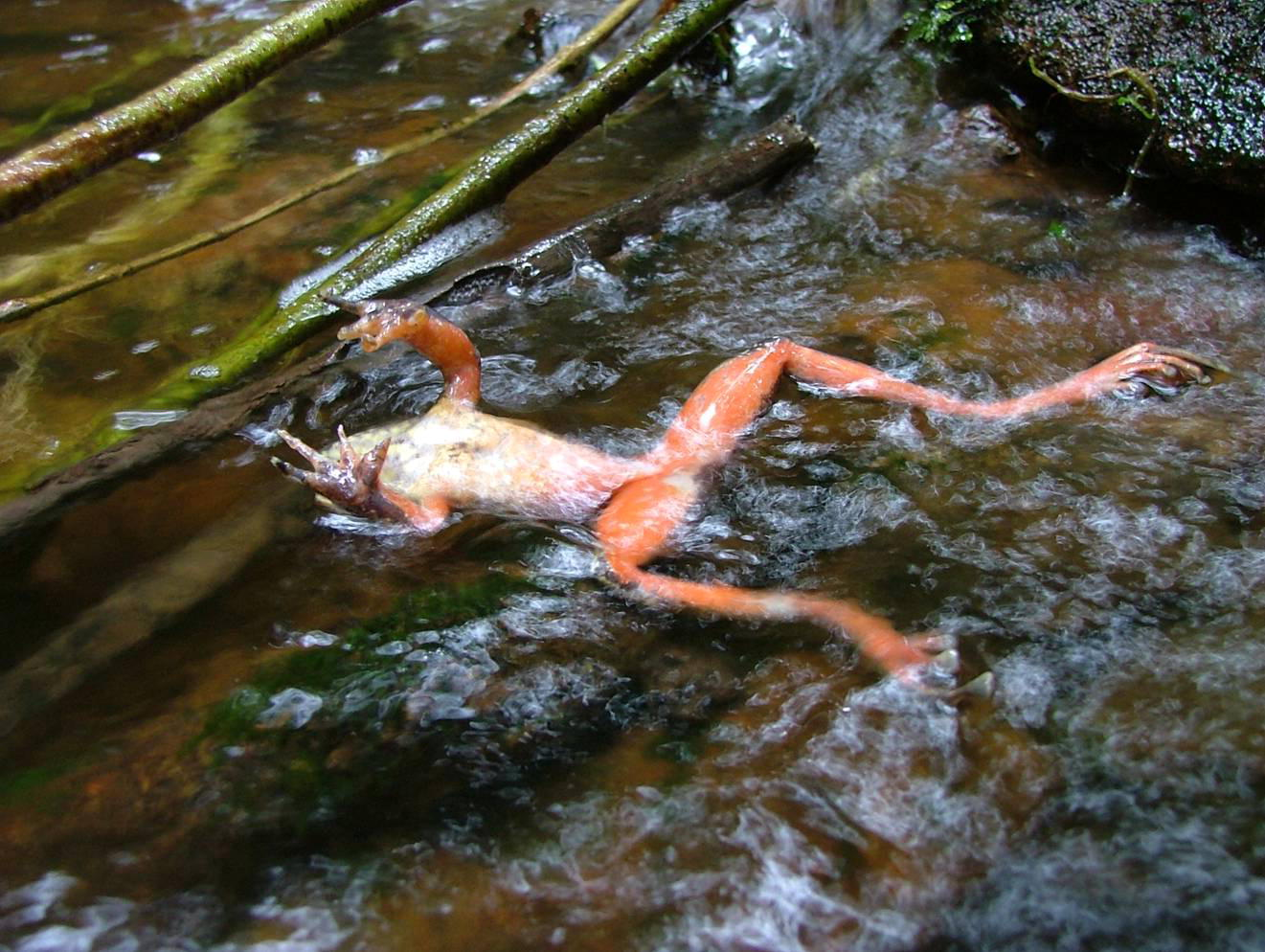
Um sapo infectado.

Os animais selvagens podem sofrer de doenças que circulam de forma semelhante aos resfriados e gripes humanos, bem como Epizootia, que são análogas às epidemias humanas; as epizootias são relativamente pouco estudadas na literatura científica. Alguns exemplos bem estudados incluem doença debilitante crônica em alces e veados, síndrome do nariz branco em morcegos, tumor facial demoníaco em demônios da Tasmânia e doença de Newcastle em pássaros. Exemplos de outras doenças incluem mixomatose e doença hemorrágica viral em coelhos, micose efibroma cutâneo em veados, e quitridiomicose em anfíbios. Doenças, combinadas com parasitismo, "podem induzir apatia, tremores, úlceras, pneumonia, fome, comportamento violento ou outros sintomas horríveis ao longo de dias ou semanas que antecedem a morte".
A saúde precária pode expor os animais silvestres a um maior risco de infecção, o que, por sua vez, reduz a saúde do animal, aumentando ainda mais o risco de infecção. A hipótese do investimento terminal sustenta que a infecção pode levar alguns animais a concentrar seus recursos remanescentes limitados no aumento do número de descendentes que produzem.
Parasitismo

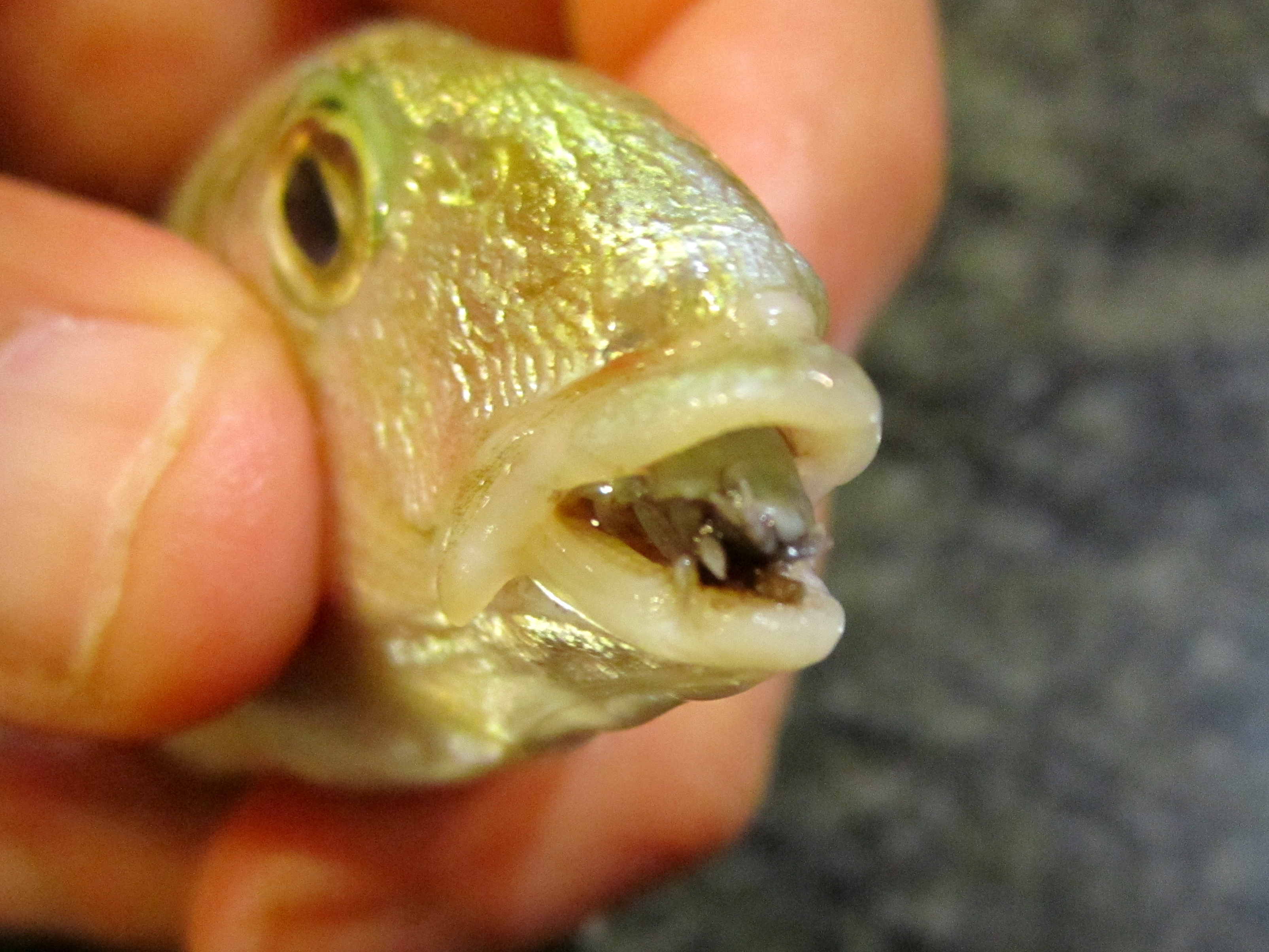
Cymothoa exigua parasitando um peixe

Muitos animais selvagens, particularmente os maiores, foram infectados com pelo menos um Parasita. Os parasitas podem afetar negativamente o bem-estar de seus hospedeiros, redirecionando os recursos de seu hospedeiro para si mesmos, destruindo o tecido de seu hospedeiro e aumentando a suscetibilidade de seu hospedeiro à predação. Como resultado, os parasitas podem reduzir o movimento, a reprodução e a sobrevivência de seus hospedeiros. Os parasitas podem alterar o fenótipo de seus hospedeiros; malformações de membros em anfíbios causadas por Ribeiroia ondatrae, é um exemplo. Alguns parasitas têm a capacidade de manipular a função cognitiva de seus hospedeiros, como os vermes que fazem com que os grilos se matem ao induzi-los a se afogar na água para fins de reprodução em meio aquático, assim como as lagartas que utilizam secreções contendo dopamina que manipulam formigas para atuar como guarda-costas para proteger a lagarta de parasitas. É raro que os parasitas causem diretamente a morte de seu hospedeiro, ao contrário, eles podem aumentar as chances de morte de seu hospedeiro por outros meios; um meta-estudo descobriu que a mortalidade era 2,65 vezes maior em animais afetados por parasitas do que naqueles que não eram. 
Ao contrário dos parasitas, os parasitóides — que incluem espécies de vermes, vespas, besouros e moscas — matam seus hospedeiros, que geralmente são outros invertebrados. Os parasitóides especializam-se em atacar uma espécie em particular. Diferentes métodos são usados pelos parasitóides para infectar seus hospedeiros: colocando seus ovos em plantas que são freqüentemente visitadas por seus hospedeiros, colocando seus ovos sobre ou perto dos ovos do hospedeiro ou hospedeiros adultos jovens e ferrões para que fiquem paralisados, então colocando seus ovos próximo ou sobre eles. As larvas dos parasitóides crescem alimentando-se dos órgãos internos e fluidos corporais de seus hospedeiros, o que eventualmente leva à morte de seu hospedeiro quando seus órgãos param de funcionar ou perdem todos os seus fluidos corporais. O superparasitismo é um fenômeno em que várias espécies diferentes de parasitóides infectam simultaneamente o mesmo hospedeiro. Vespas parasitóides foram descritas como tendo o maior número de espécies de qualquer outra espécie animal.

Em sua autobiografia, Charles Darwin reconheceu que a existência de um sofrimento extensivo na natureza era totalmente compatível com o funcionamento da seleção natural, mas sustentava que o prazer era o principal fator do comportamento de aumento de aptidão nos organismos. O biólogo evolucionista Richard Dawkins desafiou a afirmação de Darwin em seu livro River Out of Eden, no qual ele argumentou que o sofrimento dos animais selvagens precisa ser extenso devido à interação dos seguintes mecanismos evolutivos:
- Genes egoístas - os genes são totalmente indiferentes ao bem-estar dos organismos individuais, desde que o DNA seja transmitido.
- A luta pela existência - a competição por recursos limitados faz com que a maioria dos organismos morra antes de transmitir seus genes.
- Catástrofe Malthusiana - mesmo os períodos abundantes dentro de um determinado ecossistema levam, eventualmente, à superpopulação e subsequentes colapsos populacionais.

Dawkins conclui que o mundo natural deve necessariamente conter enormes quantidades de sofrimento animal como consequência inevitável da evolução darwinista. Para ilustrar isso, ele escreveu: 
 A quantidade total de sofrimento anual no mundo natural está além de toda a contemplação decente. Durante o minuto que foi gasto para escrever esta sentença, milhares de animais estão sendo comidos vivos; outros estão correndo para salvar as suas vidas, gritando de medo; outros estão sendo lentamente devorados por dentro por parasitas; milhares, de todas as espécies, estão morrendo de fome, sede e doenças. Isto deve ser assim. Se algum dia houver um tempo de fartura, este fato por si só conduzirá automaticamente a um excesso populacional até que o estado natural de fome e miséria seja restaurado.  
 Com base nisso, outros argumentaram que a prevalência de animais selecionados na estratégia r na natureza indica que a vida média de um animal selvagem tende a ser muito curta e termina em uma morte dolorosa. De acordo com essa visão, a vida média de um animal selvagem deve, portanto, conter mais sofrimento do que felicidade, uma vez que uma morte dolorosa superaria qualquer momento de curta duração de felicidade em suas curtas vidas.

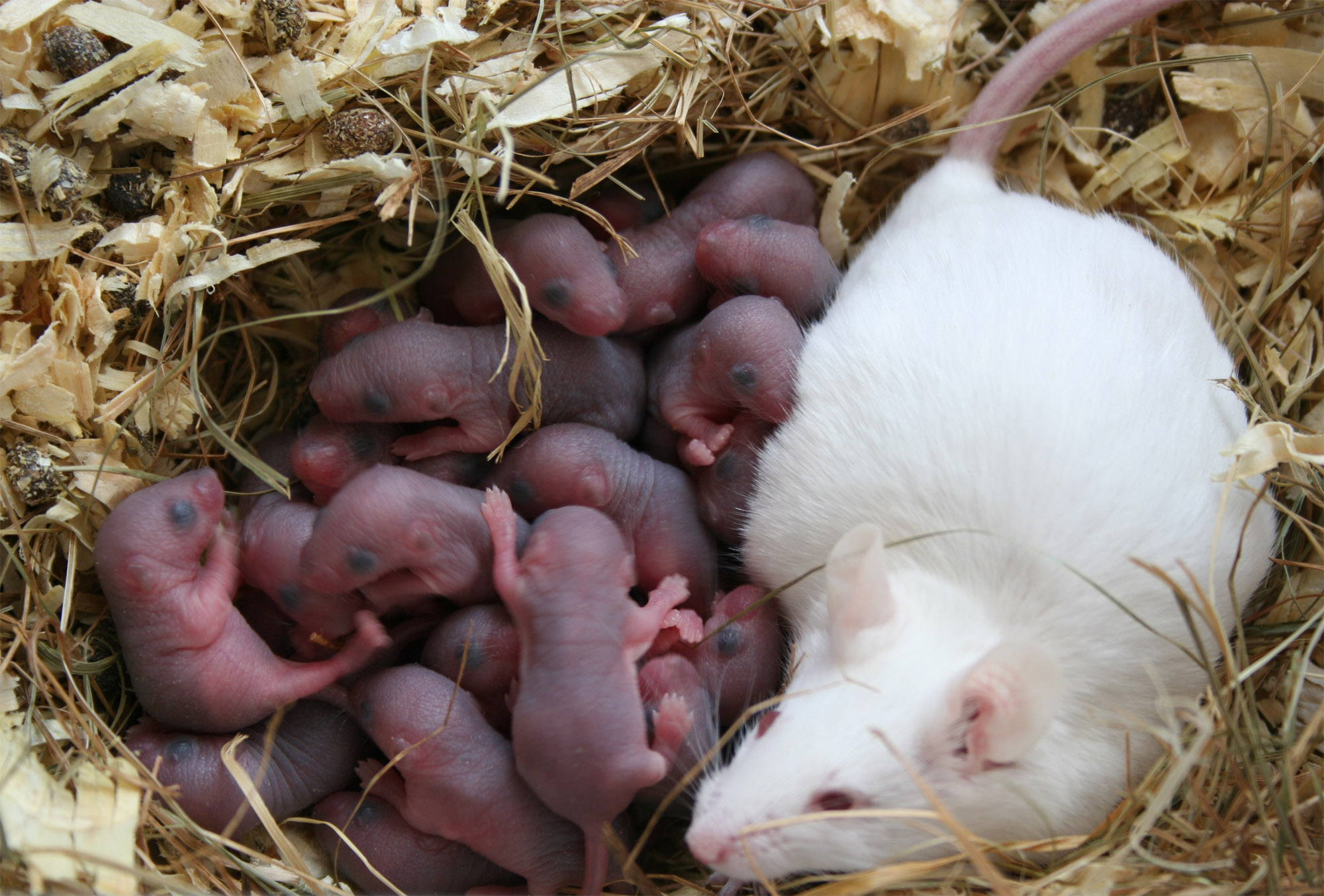
Uma ninhada de ratos com sua mãe. A reprodução de camundongos segue uma estratégia r de seleção, com muitos filhos, gestação curta, menos cuidado parental e pouco tempo até a maturidade sexual.

Em Bambi or Bessie: Are Wild Animals Happier? Christie Wilcox argumenta que os animais selvagens não parecem ser mais felizes do que os animais domésticos, com base nos achados de animais selvagens que apresentam níveis mais altos de cortisol e respostas elevadas ao estresse em relação aos animais domésticos. Além disso, diferentemente dos animais domésticos, os animais na natureza não têm algumas de suas necessidades fornecidas pelos cuidadores humanos. O economista de bem-estar Yew-Kwang Ng escreveu que a dinâmica evolutiva pode levar a um bem-estar animal que é pior do que o necessário para um dado equilíbrio populacional.

## Status filosófico

### Histórico de preocupação com animais selvagens
A ideia de que o sofrimento é comum na natureza não é nova. Uma expressão comumente usada para expressar a ideia vem do poema In Memoriam AHH de Alfred Tennyson: "A natureza é vermelha, em dente e garra".
O filósofo alemão Arthur Schopenhauer também insistiu na extensão do sofrimento na natureza: "Se quereis certeza das diferenças entre o prazer e a dor, comparai a impressão do animal que devora outro, com a impressão do devorado".
```
No ensaio On Nature, o filósofo 
utilitarista
 
John Stuart Mill
 escreveu sobre o sofrimento na natureza e a normatividade de lutar contra ele: 
```

 Na grande realidade, quase todas as coisas pelas quais os homens são punidos ou aprisionados por fazerem uns aos outros são performances cotidianas da natureza. [...]  As frases que atribuem perfeição à conduta da natureza podem apenas ser consideradas como exageros de sentimentos poéticos ou devotos, não planejadas para resistir ao teste de um exame sóbrio. Ninguém, seja religioso ou não, acredita que as dolorosas ações da natureza, consideradas como um todo, promovem bons propósitos, de qualquer outro modo além de incitar criaturas humanas racionais a erguerem-se e lutarem contra elas. [...]  Tudo o que, na natureza, dá indicação de um plano beneficente prova que essa beneficência é armada apenas com limitado poder; e o dever do homem é cooperar com os poderes beneficentes, não imitando, mas perpetuamente esforçando-se para corrigir o curso da natureza – e trazendo a parte sobre a qual podemos exercer controle mais de perto em conformidade com um elevado padrão de justiça e bondade.  
 O escritor e naturalista inglês Henry Stephens Salt escreveu um capítulo inteiro sobre a situação dos animais selvagens, "The Case of Wild Animals", em seu livro de 1894 Animals' Rights: Considered in Relation to Social Progress. Salt escreveu que: 
 É de suma importância enfatizar o fato de que, qualquer que tenha sido a ficção legal, ou ainda possa ser, os direitos dos animais não são moralmente dependentes dos chamados direitos de propriedade; não é apenas para animais domésticos que devemos estender nossa simpatia e proteção. [...] Aproveitar-se dos sofrimentos dos animais, sejam selvagens ou mansos, para a satisfação do esporte, da gula ou da moda, é bastante incompatível com qualquer afirmação possível dos direitos dos animais.  
 Salt argumentou que os humanos têm justificativa para matar animais selvagens em autodefesa, mas que "[...] não estamos justificados em matar desnecessariamente - ainda menos em torturar - quaisquer seres inofensivos". Ele argumenta que isso se aplica também aos insetos: "Somos incapazes de dar vida e, portanto, não devemos tirá-la do inseto mais desprezível sem razão suficiente".
Em 1991, o filósofo ambiental Arne Naess criticou o que ele chamou de "culto à natureza" das atitudes contemporâneas e históricas de indiferença em relação ao sofrimento na natureza. Ele argumentou que deveríamos confrontar a realidade da vida selvagem e que deveríamos estar preparados para intervir em processos naturais quando viável para aliviar o sofrimento.

### A ecologia como intrinsecamente valiosa
Holmes Rolston III argumenta que apenas o sofrimento animal não-natural é uma coisa moralmente má e que os humanos não têm o dever de intervir em casos naturais. Ele celebra os carnívoros na natureza por causa do papel ecológico significativo que eles desempenham. Outros argumentam que a razão pela qual os humanos têm o dever de proteger outros humanos da predação é porque os humanos são parte do mundo cultural e não do mundo natural, e regras diferentes se aplicam a eles nessas situações. Outros argumentam que os animais predados estão cumprindo sua função natural e, portanto, florescendo, quando são atacados ou morrem, uma vez que isso permite que a seleção natural funcione.

### O sofrimento de animais selvagens como umreductio ad absurdum
Que as pessoas também seriam obrigadas a intervir na natureza tem sido usado como uma reductio ad absurdum contra a posição de que os animais têm direitos. Isso porque, se animais como animais predados tivessem direitos, as pessoas seriam obrigadas a intervir na natureza para protegê-los, mas isso é considerado absurdo. Uma objeção a esse argumento é que as pessoas não vêem a intervenção no mundo natural para salvar outras pessoas da predação como absurdo e, portanto, pode-se dizer que isso envolve tratar animais não humanos de maneira diferente nesta situação sem justificação.

### Relevância para o problema teológico do mal
O problema do mal foi estendido além dos problemas humanos para incluir o sofrimento dos animais ao longo da evolução.

## Intervenções para reduzir o sofrimento

### Argumentos para intervenção
Alguns teóricos refletiram se deveríamos aceitar os danos que os animais sofrem na natureza ou tentar fazer alguma coisa para mitigá-los. A base moral para intervenções destinadas a reduzir o sofrimento dos animais selvagens pode ser baseada em direitos ou baseada no bem-estar. A partir de uma perspectiva baseada em direitos, se os animais tiverem um direito moral à vida ou à integridade física, pode ser necessário intervir para impedir que esses direitos sejam violados por outros animais.
De uma perspectiva baseada no bem-estar, uma exigência de intervenção pode surgir na medida em que é possível evitar certa quantidade de sofrimento experimentado por animais selvagens sem causar ainda mais sofrimento. Defensores da intervenção na natureza argumentam que a não-intervenção é inconsistente com qualquer uma dessas abordagens. Alguns cursos de ação propostos incluem a remoção de predadores de áreas selvagens, abster de reintroduzir predadores, fornecer assistência médica a animais doentes ou feridos, e resgatar animais selvagens de desastres naturais.

### A praticidade de intervir na natureza
Uma objeção comum à intervenção na natureza é que seria impraticável, seja por causa da quantidade de trabalho envolvido, ou porque a complexidade dos ecossistemas tornaria difícil saber se uma intervenção seria ou não benéfica em termos de equilíbrio. Aaron Simmons argumenta que não devemos intervir para salvar animais na natureza porque isso resultaria em consequências não intencionais, tais como danificar o ecossistema, interferir em projetos humanos ou resultar em mais mortes de animais em geral. O filósofo Peter Singer argumentou que a intervenção na natureza seria justificada se alguém pudesse estar razoavelmente confiante de que isso reduziria enormemente o sofrimento e a morte de animais selvagens a longo prazo. Na prática, no entanto, Singer adverte contra a interferência nos ecossistemas porque teme que isso cause mais mal do que bem.
Outros autores contestam a afirmação empírica de Singer sobre as prováveis consequências da intervenção no mundo natural, e argumentam que alguns tipos de intervenção podem produzir boas consequências em geral. O economista Tyler Cowen cita exemplos de espécies de animais cuja extinção não é geralmente considerada como tendo sido, em última análise, ruim para o mundo. Cowen também observa que, na medida em que os seres humanos já estão intervindo na natureza, a questão prática relevante não é se devemos ou não intervir, mas que formas particulares de intervenção devemos favorecer. O filósofo Oscar Horta também escreveu que já existem muitos casos em que nós intervimos na natureza por outras razões, como por interesse humano na natureza e pela preservação ambiental como sendo valiosas por si mesmas. Da mesma forma, o filósofo moral Jeff McMahan argumenta que, uma vez que os seres humanos "já estão causando mudanças massivas precipitadas no mundo natural", devemos favorecer as mudanças que promoveriam a sobrevivência "de espécies herbívoras em vez de espécies carnívoras".
Peter Vallentyne sugere que, embora os humanos não devam eliminar os predadores na natureza, eles podem intervir para ajudar as presas de maneiras mais limitadas. Da mesma forma que ajudamos os humanos em necessidade quando o custo para nós é pequeno, podemos ajudar alguns animais selvagens, pelo menos em circunstâncias limitadas.

### Conflito potencial entre direitos dos animais e ambientalismo
Tem sido argumentado que o objetivo ambientalista comum de preservar a ordem natural não está alinhado com o objetivo de cuidar do bem-estar dos animais sencientes. Argumentou-se ainda que eles conflitam em diferentes casos. Exemplos incluem ambientalistas que apoiam a caça de espécies invasoras para o controle populacional, enquanto os defensores dos direitos dos animais se opõem a ela; defensores dos direitos dos animais defendendo a extinção ou reengenharia de carnívoros ou espécies estrategistas r enquanto ecologistas profundos defendem seu direito de ser e florescer como são; defensores dos direitos dos animais que defendem a redução de áreas de vida selvagem ou argumentam contra a expansão deles, preocupados com o fato de que a maioria do sofrimento de animais ocorre neles enquanto os ambientalistas querem proteger e expandir a vida selvagem.

### Histórico de intervenções
Em 2016, 350 hipopótamos famintos e búfalos no Parque Nacional Kruger foram mortos por guardas florestais. Um dos motivos da ação foi evitar que os animais sofressem enquanto morriam.
Em 2018, uma equipe de cineastas da BBC cavou uma rampa na neve para permitir que um grupo de pinguins escapasse de uma ravina.
Em 2019, 2000 flamingos bebês foram resgatados depois que foram abandonados por seus pais em uma seca na África do Sul.